# Kirdimi
Pour l’article homonyme, voir Kirdimi (ville).
La kirdimi est une race de chèvre naine d'Afrique noire, présente notamment au Tchad et au Soudan.
C'est une chèvre mesurant 50 cm au garrot en moyenne pour une vingtaine de kilogrammes. La couleur de sa robe varie du blanc au brun mais peut parfois être noire.